# WASP-47
WASP-47 ist ein Stern im Sternbild Wassermann. Er befindet sich in einer Entfernung von etwa 880 Lichtjahren und wird von mindestens 4 Planeten umkreist. Während der innerste Planet seinen Zentralstern in lediglich 0,8 Tagen umrundet, so braucht der äußerste bekannte Planet im System knapp 600 Tage für einen Umlauf.

## Stern
Der Stern WASP-47 ist ein sonnenähnlicher Stern mit einer Masse von etwa 1,04 Sonnenmassen und einem Radius von etwa 1,14 Sonnenradien. Abgesehen davon scheint der Stern mit etwa 6,5 Milliarden Jahren ein etwas höheres Alter als die Sonne zu haben, jedoch bei relativ großer Unsicherheit.

## Planetensystem
Das System besteht nach gegenwärtigem Stand aus 4 Planeten, die ihren Zentralstern in 0,79 Tagen (WASP-47 e), 4,2 Tagen (WASP-47 b), 9,0 Tagen (WASP-47 d), sowie 589 Tagen (WASP-47 c) umkreisen. Während die inneren 3 Planeten sich auch sehr kurzen Umlaufzeiten um ihren Zentralstern bewegen und per Transitmethode sowie auch per Radialgeschwindigkeitsmethode nachgewiesen werden konnten, so wurde der äußerste Planet WASP-47 c bisher erst in den Radialgeschwindigkeitssignalen gesehen was jedoch aufgrund der deutlich größeren Distanz keine Überraschung darstellt. Die Distanz des äußersten Gasriesen zum Zentralstern ist in etwa vergleichbar zur Distanz des Mars in unserem Sonnensystem. Somit befindet sich auch diese äußerste bisher entdeckte Gasriese dieses Systems näher am Zentralstern als alle Gasriesen des Sonnensystems. Eine weitere, etwas ungewöhnliche Eigenschaft dieses Systems ist, dass trotz des Präsenz von WASP-47 b, einem Hot Jupiter, weitere Planeten auf sehr engen Bahnen den Zentralstern umkreisen. In vergleichbaren Systemen ist der Hot Jupiter meist ohne derart nahe Nachbarn.
| Planet (Reihenfolge vom Stern aus) | Entdeckt | Masse (Erdmassen) | Radius (Erdradien) | Dichte (g/cm³) | Große Halbachse der Bahn (AU) | Umlaufzeit (Tage) | Exzentrizität   |
| ---------------------------------- | -------- | ----------------- | ------------------ | -------------- | ----------------------------- | ----------------- | --------------- |
| e                                  | 2015     | 6,77 ± 0,57       | 1,81 ± 0,03        | 6,29 ± 0,60    | 0,017 ± 0,004                 | 0,79 ± 0,01       | 0,03 +0,04−0,02 |
| b                                  | 2012     | 363,6 ± 7,3       | 12,64 ± 0,15       | 0,99 ± 0,04    | 0,052 ± 0,011                 | 4,16 ± 0,01       | 0,03 +0,04−0,02 |
| d                                  | 2015     | 14,2 ± 1,3        | 3,57 ± 0,05        | 1,72 ± 0,17    | 0,159 ± 0,002                 | 0,088 ± 0,019     | 0,01 ± 0,01     |
| c                                  | 2015     | 398,9 ± 9,1       | -                  | -              | 1,39 ± 0,01                   | 588,8 ± 2,0       | 0,30 ± 0,02     |